# Kashibo
El Kashibo (Caxibo, Cacibo, Cachibo, Cahivo), Cacataibo, Cashibo-Cacataibo, Managua, o Hagueti és una llengua indígena del Perú a la regió dels rius Aguaytía, San Alejandro i Súngaro. Pertany a la família de llengües pano i és parlada pels kashibos. Els seus dialectes són Kashibo (Kaschinõ), Rubo / Isunbo, Kakataibo i Nokamán, que fins fa poc s'havia cregut extingit.

## Fonologia

### Consonants
|            | Bilabial | Alveolar | Retroflexa | Palatal | Velar | Velar | Glotal |
| plain      | Bilabial | Alveolar | Retroflexa | Palatal | lab.  |       | Glotal |
| ---------- | -------- | -------- | ---------- | ------- | ----- | ----- | ------ |
| Oclusiva   | p        | t        |            |         | k     | kʷ    | ʔ      |
| Nasal      | m        | n        |            | ɲ       |       |       |        |
| Bategant   |          | ɾ        |            |         |       |       |        |
| Africada   |          | t͡s       |            | t͡ʃ      |       |       |        |
| Fricativa  |          | s        | ʂ          | ʃ       |       |       |        |
| Aproximant | β̞        |          |            | j       |       | w     |        |

L'inventari de consonants inclou tant un aproximant bilabial, realitzat com [β̞], com a aproximant labial-velar /w/.

### Vocals
|         | frontal | central | Posterior |
| ------- | ------- | ------- | --------- |
| Tancada | i       | ɨ       | u         |
| Mitjana | e       |         | o         |
| Oberta  |         | a       |           |

Les vocals posteriors /o/ i /u/ es realitzen fonèticament com a menys arrodonides; [o̜], [ u̜].

## Estadístiques
La llengua és oficial al llarg dels rius Aguaytía, San Alejandro i Súngaro al Perú, on és més parlada. S'utilitza a les escoles fins a tercer de primària. No hi ha molts monolingües, llevat algunes dones de més de cinquanta anys.
Hi ha un cinc a un deu per cent d’alfabetització en comparació amb un quinze a vint-i-cinc per cent d’alfabetització en espanyol com a segona llengua. S'ha compilat un diccionari Cashibo-Cacataibo, i hi ha un conjunt de literatura, sobretot poètica.